# T-1687/ALE-70(V)

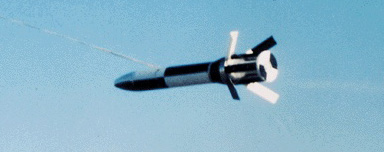
Używany w F/A-18E/F Super Hornet wabik AN/ALE-55, którego technologiczne rozwinięcie stanowi ALE-70

T-1687/ALE-70(V) – opracowany przez BAE Systems Inc. amerykański holowany wabik lotniczy, skonstruowany do zwiększenia elektromagnetycznej obrony samolotu wielozadaniowego Lockheed Martin F-35 Lightning II.
ALE-70 jest urządzeniem przenoszonym przez F-35 w środkowej części kadłuba, na wypadek wykrycia przez sensory samolotu, wystrzelenia kierowanego radarowo i zagrażającego samolotowi wrogiego pocisku rakietowego.
Urządzenie zapewnia trzywarstwową obronę samolotu przeciwko kierowanym radarowo pociskom ziemia–powietrze i dalekiego zasięgu pociskom powietrze–powietrze.
Po wystrzeleniu z samolotu, urządzenie zachowuje światłowodowe połączenie z pokładowym układem walki elektronicznej AN/ASQ-239, identyfikującym zagrożenie oraz dokładną częstotliwość emitowanej przez wrogi radar wiązki radarowej. Po otrzymaniu tych danych za pomocą światłowodu, w trybie określanym jako suppression (tłumienie) ALE-70 odpowiednio dostraja się do wrogiego sygnału i rozpoczyna jego zakłócanie bądź spoofing. W przypadku działania za pomocą spoofingu, urządzenie dąży do stworzenia fałszywego obrazu celu dla wrogiego pocisku, w zakresie jego prędkości lub lokalizacji w trójwymiarowej przestrzeni. W razie niepowodzenia zakłócania oraz spoofingu, wabik przechodzi w tryb deflection (odchylenie) atakując za pomocą precyzyjnie skalibrowanej wiązki elektromagnetycznej sam układ naprowadzania i kontroli pocisku starając się zwieść go z kursu wprowadzając go w błąd co do pozycji, uniemożliwiając w ten sposób trafienie w cel. Ostatecznym trybem działania – w razie niepowodzenia dwóch wcześniejszych – wabika, jest tryb określany jako seduction (uwodzenie). Celem ściągnięcia naprowadzającego się pocisku na siebie, system zmienia swoją charakterystykę radarową, tworząc fałszywe lecz znacznie silniejsze echo radarowe od echa F-35. Jednocześnie za pomocą małych ładunków wybuchowych, zerwane zostaje światłowodowe połączenie z samolotem, umożliwiając wabikowi oddalenie się od F-35, celem zwiększenia odległości między eksplodującą głowicą pocisku rakietowego a samolotem. W razie powodzenia działania nie zakończonego zniszczeniem ALE-70, urządzenie jest wciągane z powrotem do kadłuba samolotu.
W standardowej konfiguracji, F-35 przenosi cztery wabiki ALE-70, zaś jego skuteczność umożliwiła wyeliminowanie z F-35C zasobnika aluminiowych dipoli odbijających – prawdopodobnie również F-35A i F-35B pozbawione są dipoli. Większość specyfikacji i możliwości ALE-70 pozostaje tajna i nie ujawniona publicznie.